# From Time to Time
From Time to Time, auch bekannt als Die Kamine von Green Knowe, ist ein Film von Regisseur Julian Fellowes, gedreht im Jahr 2009 in England. Das Fantasy-Abenteuer ist eine Adaption der „Green Knowe“-Jugendbuchreihe der englischen Schriftstellerin Lucy M. Boston. Die Reihe wurde schon 1986 von der BBC als Serie verfilmt. In Deutschland wurde der Film ab dem 2. Dezember 2010 auf DVD vermarktet.

## Handlung
Das Stück spielt am Ende des Zweiten Weltkriegs in England im Jahre 1944: Der 13-jährige Tolly verbringt Weihnachten bei seiner Großmutter in „Green Knowe“, während seine Mutter in London auf eine Nachricht von seinem Vater wartet, der als Soldat in den Krieg gezogen ist. In dem Landsitz, der seit Generationen das Stammhaus der Familie ist, lebt seine Großmutter Linnet. Nachts erscheint Tolly zum ersten Mal der Geist von Susan, einer Verwandten, die vor mehr als 100 Jahren dort lebte. Im weiteren Verlauf erlebt Tolly die Geschichte des Hauses, teils aus Erzählungen seiner Großmutter, teils aus „erster Hand“ bei seinen spontanen Reisen in die Vergangenheit.

## Kritiken
- filmempfehlung.com: Hier erhält man eine einfallsreiche Geschichte und diese ist sehr abwechslungsreich, so dass keine Langeweile aufkommt.
- Rotten Tomatoes (Tomatometer 43 %): A reminder of how enchanting a fantasy can still be if not taking over by digital imagery, if it has a few interesting characters and a few nice touches of plotting (Eine Erinnerung daran, wie zauberhaft eine Fantasie sein kann, wenn sie nicht von digitaler Bildbearbeitung übernommen wird, wenn sie einige interessante Charaktere und ein paar nette Handlungszüge hat.)

## Auszeichnungen
- Chicago International Children’s Film Festival 2009: „Adult's Jury Award – Certificate of Merit“
- Chicago International Children’s Film Festival 2009: „Best of the Fest“
- Seattle International Film Festival 2010: „Futurewave Youth Special Jury Award“

## Synchronisation
In der deutschsprachigen Synchronisation kamen diese Sprecher zum Einsatz:
| Darsteller           | Sprecher                 | Rolle           |
| -------------------- | ------------------------ | --------------- |
| Alex Etel            | Christian Zeiger         | Tolly           |
| Timothy Spall        | Uli Krohm                | Borgis          |
| Maggie Smith         | Gisela Fritsch           | Mrs. Oldknow    |
| Pauline Collins      | Sonja Deutsch            | Mrs. Tweedle    |
| Hugh Bonneville      | Erich Räuker             | Captain Oldknow |
| Carice van Houten    | Tanja Geke               | Maria Oldknow   |
| Christopher Villiers | Dirk Müller              | Armee-Beamter   |
| Allen Leech          | Matthias Deutelmoser     | Fred Boggis     |
| Dominic West         | Ingo Albrecht            | John Caxton     |
| Jenny McCracken      | Gabriele Schramm-Philipp | Mrs. Gross      |
| Christine Lohr       | Hannelore Minkus         | Mrs. Robbins    |
| Daisy Lewis          | Isabelle Schmidt         | Rose            |
| Douglas Booth        | Tobias Nath              | Sefton          |
| Eliza Bennett        | Soraya Richter           | Susan           |